# Dimberg
Der  Dimberg ist ein 418,1 m ü. NHN hoher Berg innerhalb des Wasgaus, wie der südliche Teil des Pfälzerwaldes genannt wird. Über den Gipfel verläuft mit dem Dimbergfelsen ein etwa 600 Meter langes Felsband. Weitere markante Felsformationen am Berg sind der Falkenstein an der Nordwestseite und der Kaftenstein am Südhang.

## Geographie

### Lage
Über den Dimberg verläuft die Grenze zwischen den Landkreisen Südliche Weinstraße und Südwestpfalz. Die Ostflanke gehört zur Ortsgemeinde Gossersweiler-Stein, die Nordflanke zu Schwanheim und die Westflanke zu Dimbach. Der Berg befindet sich inmitten einer Verebnungsfläche. Weiter südlich erstreckt sich der Rötzenberg (459,1 m), durch den der Dimberg lediglich eine geringe Dominanz besitzt. Östlich entspringt der Triebborn, ein rechter Nebenfluss des Rimbach, der somit zum Flusssystem Queich gehört.

### Naturräumliche Zuordnung
1. Großregion 1. Ordnung: Schichtstufenland beiderseits des Oberrheingrabens
2. Großregion 2. Ordnung: Pfälzisch-saarländisches Schichtstufenland
3. Großregion 3. Ordnung: Pfälzerwald
4. Region 4. Ordnung (Haupteinheit): Wasgau
5. Region 5. Ordnung: Dahn-Annweiler Felsenland

## Charakteristika
Beim Dimberg handelt es sich um einen sogenannten Bergrücken. Geologisch ist er den sogenannten Trifels-Schichten zuzuordnen, die als Folge der Elmsteiner Verwerfung entstanden. An seinem Osthang befinden sich die Dimbergfelsen, die als Naturdenkmal eingestuft sind und typologisch als Felsmauern zu klassifizieren sind.

## Tourismus
Entlang des Südosthang des Berges verläuft der mit einem blauen Balken markierte Fernwanderweg Staudernheim–Soultz-sous-Forêts und entlang des Nordhanges ein solcher mit einem grün-blauen Balken gekennzeichneter Wanderweg, der von Göllheim bis nach Eppenbrunn führt sowie der August-Becker-Weg, der mit einem grünen Dreieck auf weißem Punkt markiert ist. Mit dem Dimbacher Buntsandsstein Höhenweg führt ein markierter lokaler Wanderweg über den Berg.

## Verkehr
Entlang seines Westhangs verläuft die Kreisstraße 53.